# Черски хребет (Североизточен Сибир)
Черският хребет (на руски: Хребет Черского) е планинска верига, разположена в Североизточен Сибир.
Дължината на хребета е 1500 km, а най-високата му точка е планина Победа – 3003 m (65°10′35″ с. ш. 146°00′29″ и. д. / 65.176389° с. ш. 146.008056° и. д.), най-високата точка на Североизточен Сибир. Простира се на територията на Якутия и Магаданска област.

## Историческа справка
Черският хребет е един от последните големи географски обекти, които се появяват на картата на Русия. Открит е от видния руски географ и геолог Сергей Обручев през 1926 г. и е наименуван в чест на руския географ и геолог от полски произход Ян Черски, който умира по време на експедиция в Североизточен Сибир през 1892 г. Обручиев настоява хребета Черски да е именно хребет, а не планинска земя или планинска система, поради орографското му значение.

## Геоложки строеж
Черският хребет се е образувал по времето на мезозойско нагъване. От геологическа гледна точка, масивът се намира на границата между евразийската и северноамериканската тектонски плочи. Аксиалните части на системата са съставени от силно дислоцирани метаморфни и палеозойски карбонатни скали, а краищата – от морски и континентални седименти от перма, триаса и юрата (шисти, пясъчници и алевролити). На много места тези скали са нарушени от гранитни интрузии, при които често се срещат находища на злато, калай и други полезни изкопаеми.

## Географска характеристика

### Географско положение, граници, деление
Планинската система Черски се простира на протежение повече от 1500 km от долината на река Олджо (десен приток на Яна) на северозапад до горното течение на река Колима (в Магаданска област) на югоизток. На югозапад се ограничава от Яно-Оймяконската планинска земя, а на североизток – от Момо-Селеняхското междупланинско понижение.
В западната част на веригата, между долините на реките Яна и Индигирка са разположени хребетите Хадараня (2185 m), Тас-Хаятах (2356 m), Чемалгински (2547 m), Курундя (1919 m), Догдо (2272 m), Чибагалахски (2449 m), Боронг (2681 m), Силяпски (2703 m) и др. На изток, в горния басейн на Колима са разположени хребетите Улахан-Чистай (връх Победа – 3003 m), Черге (2332 m) и др. Понякога, към Черския хребет се отнасят също разположените на север Момо-Селеняхска падина и издигащите се над нея хребети Селеняхски и Момски.

### Релеф
Основните черти на съвременния релеф са обусловени от новите тектонски движения. Характерно за планинската система е редуването на хорстови хребети, разделени от междупланински падини-грабени. Преобладават средно високите планини. Участъците от хребетите, издигащи се до 2000 – 2500 m (Улахан-Чистай, Чибагалахски и др.) се отличават с алпийски релеф и носят съвременни ледници. Известни са повече от 350 долинни, карови и висящи ледници с обща площ 156,2 km2.

### Климат
Климатът е суров, рязко континентален. Средна януарска температура от –34 °C до –40 °C. През зимата често се наблюдават температурни инверсии, когато температурата се понижава от −30 °C −40 °C във високите части на хребета до −60 °C в междупланинските понижения. Лятото е кратко и прохладно, често със снеговалежи и замръзвания. Средната юлска температура варира от 3 °C във високите части до 12-13 °C в долините. Годишната сума на валежите е от 300 до 700 mm, като около ¾ от тях падат през лятото. Вечната замръзналост е повсеместно разпространена.

### Реки
Много реки, сред които Индигирка и притоците ѝ, пресичат хребета в много тесни, много често антецедентни долини. Реките Мома и Селенях текат през междупланински котловини и имат широки, понякога заблатени долини. Реките се захранват от топящите се снегове и летните дъждове. Над 60% от годишния отток се пада през лятото, докато зимният отток съставлява не повече от 5% от годишния. През зимата реките замръзват, а някои по-малки замръзват и до дъно.
Цялата планинска система попада в три водосборни басейна:
- водосборен басейн на река Яна – обхваща западните и северозападните части на планината. Реки: Олджо, Адича с притоците си Туостах, Тарки.
- водосборен басейн на река Индигирка – обхваща североизточните, централните и югозападните части на планината. Реки: Селенях, Мома, Нера и др.
- водосборен басейн на река Колима – обхваща източните, югоизточните и южните части на планината. Реки: Зирянка, Рассоха, Омулевка, Ясачная, Таскан, Дебин, Бьорьольох и др.

### Почви, растителност
Почвите и растителната покривка са сравнително еднообразни. По дъната на речните долини се срещат тополови гори, а по ниските части на склоновете на север до 250 – 300 m, а по южните на височина до 700 – 1100 m върху планински вечнозамръзнали скелетни почви – редки гори от лиственица, обикновено заблатени. Голяма част от територията на планината (до 80%) е заета от растителност на високопланинския пояс – петна от кедров клек и хвойна, камениста, лишейна и храстова тундра. Най-високите части представляват студена каменна пустиня.